# Katedra św. Mikołaja we Fryburgu
Katedra świętego Mikołaja we Fryburgu (fr. Cathédrale Saint-Nicolas de Fribourg, niem. Kathedrale Sankt Nikolaus (Freiburg im Üechtland)) – kościół wyznania rzymskokatolickiego we Fryburgu w Szwajcarii. Od 1924 roku jest kościołem biskupim (katedrą) szwajcarskiej diecezji Lozanny, Genewy i Fryburga.
Świątynia została zbudowana w stylu gotyckim w latach 1283–1490. Jest uznawana za „skarbiec” dzieł trzech epok: gotyku, baroku i czasów współczesnych, tj. XIX–XX w. We wnętrzu znajdują się m.in. witraże Józefa Mehoffera oraz organy Alojzego Moosera.

## Historia
Budowa obecnej katedry rozpoczęła się w 1283 r. Wznoszono ją w centrum ówczesnego, średniowiecznego miasta, na skalistym cyplu wywieszonym ok. 50 m ponad tokiem Sarine, na miejscu starszej budowli romańskiej, datującej się jeszcze sprzed lokacji miasta przez Berchtolda IV de Zähringen (1157). Prace, rozpoczęte budową prezbiterium wzniesionego ok. 1300 r., trwały do 1430 r., a wieżę ukończono dopiero w roku 1490. Ostatecznie obiekt uzyskał obecną postać w XVII w., kiedy przebudowano prezbiterium, zastępując prostą, zamykającą je ścianę apsydą o pięciu wielkich oknach, zamkniętą trójbocznie.
W 1512 r. świątynia uzyskała status kolegiaty. Ponieważ Reformacja we Fryburgu nie odniosła takiego sukcesu, jak w innych miastach szwajcarskich, była cały czas świątynią katolicką. Od roku 1803 właścicielem budowli jest miasto Fryburg.

Fragmenty okien w katedrze św. Mikołaja we Fryburgu, autorstwa Józefa Mehoffera
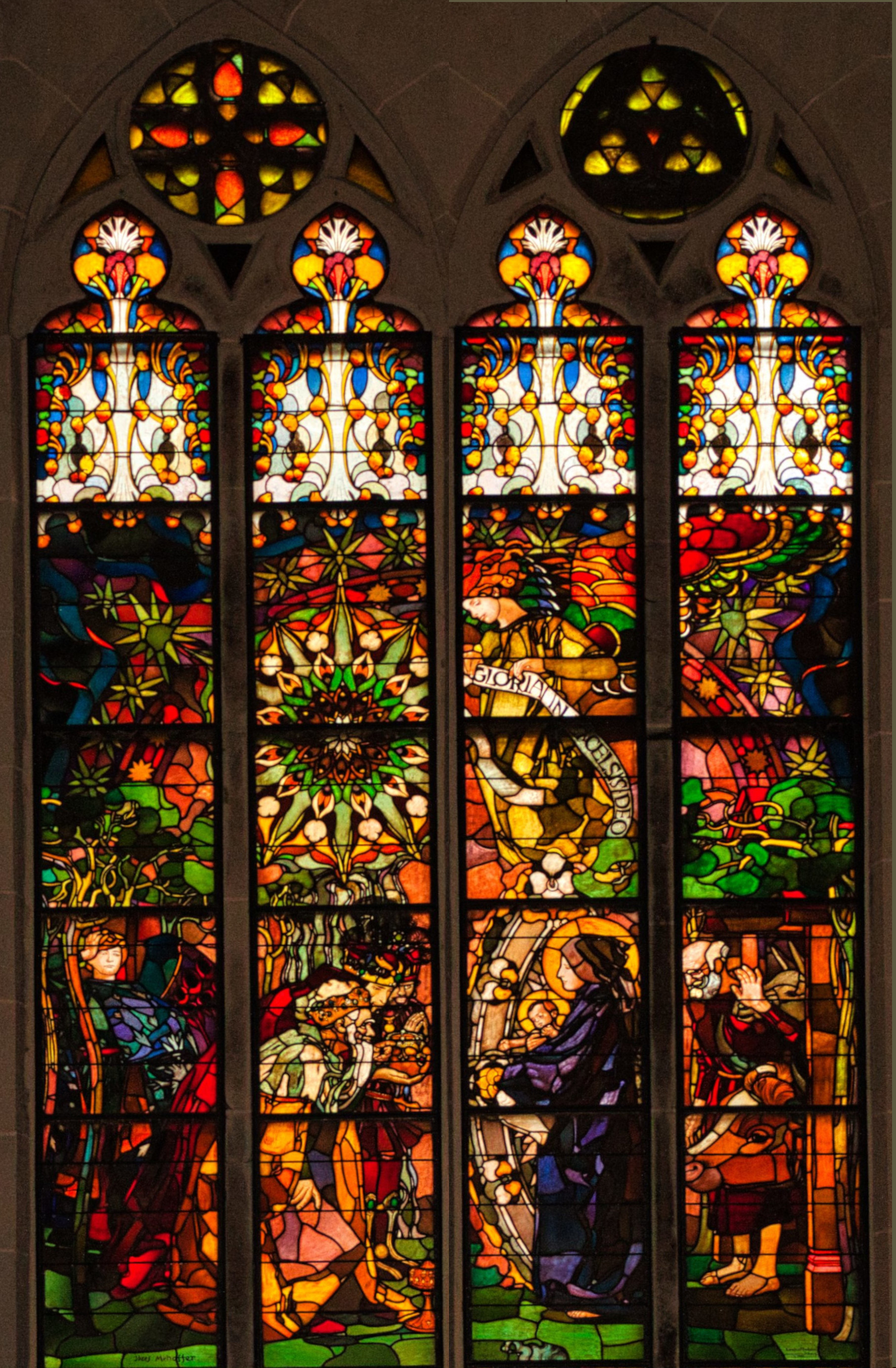
Witraż Trzech Króli (detal)
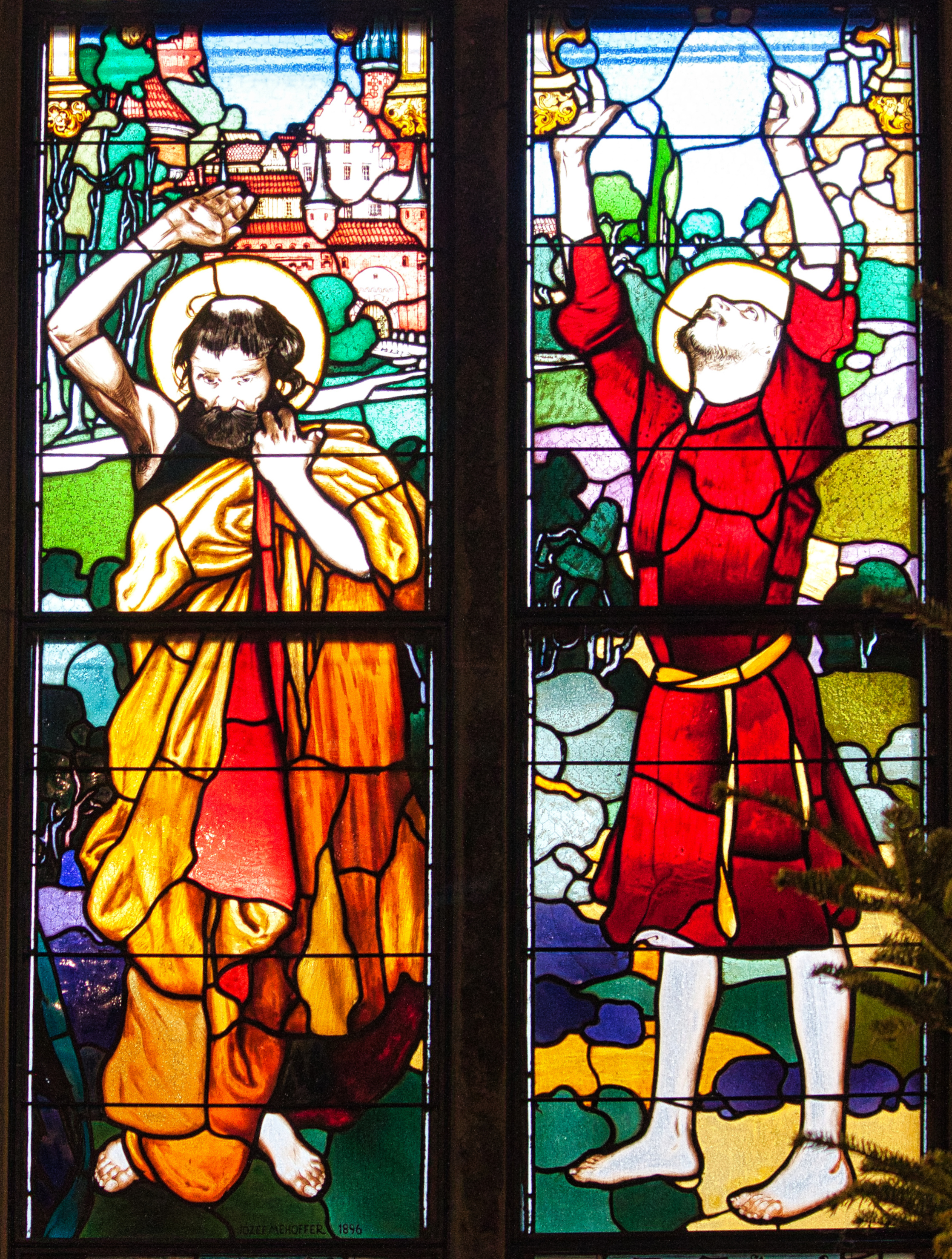
apostołowie Jakub i Andrzej (detal)
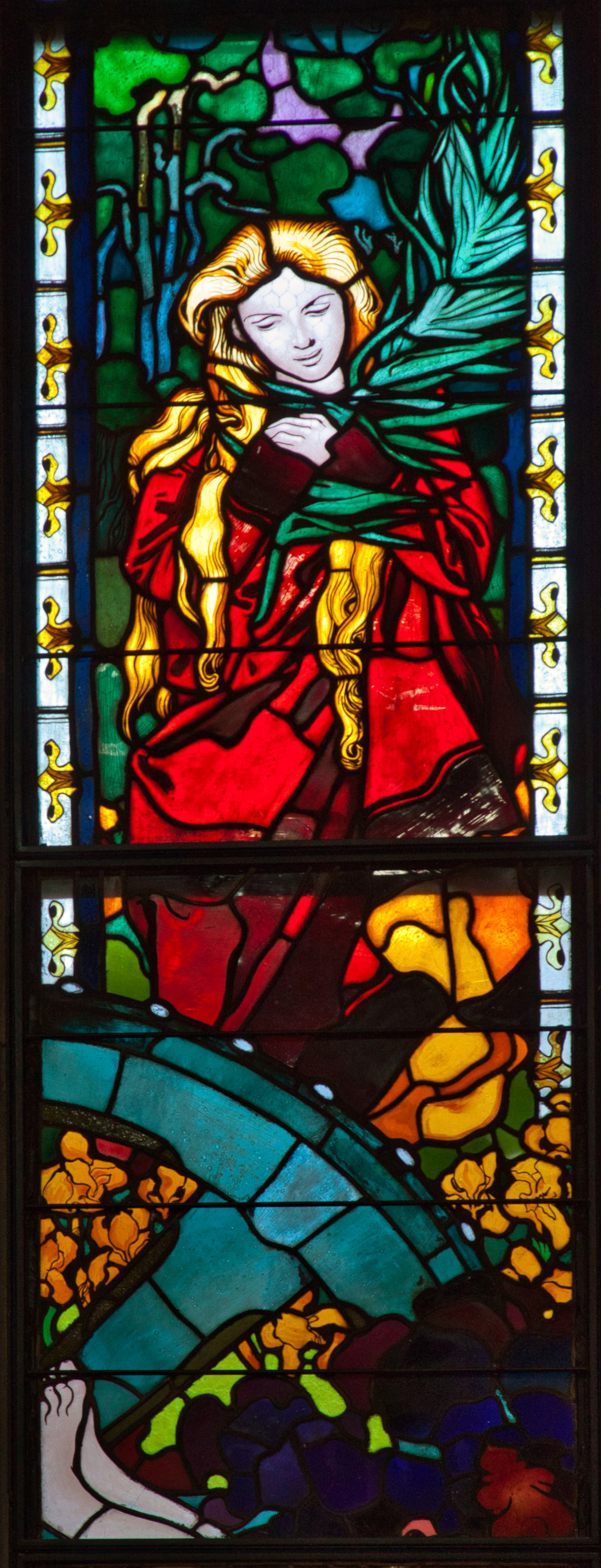
Umierająca Katarzyna (detal)
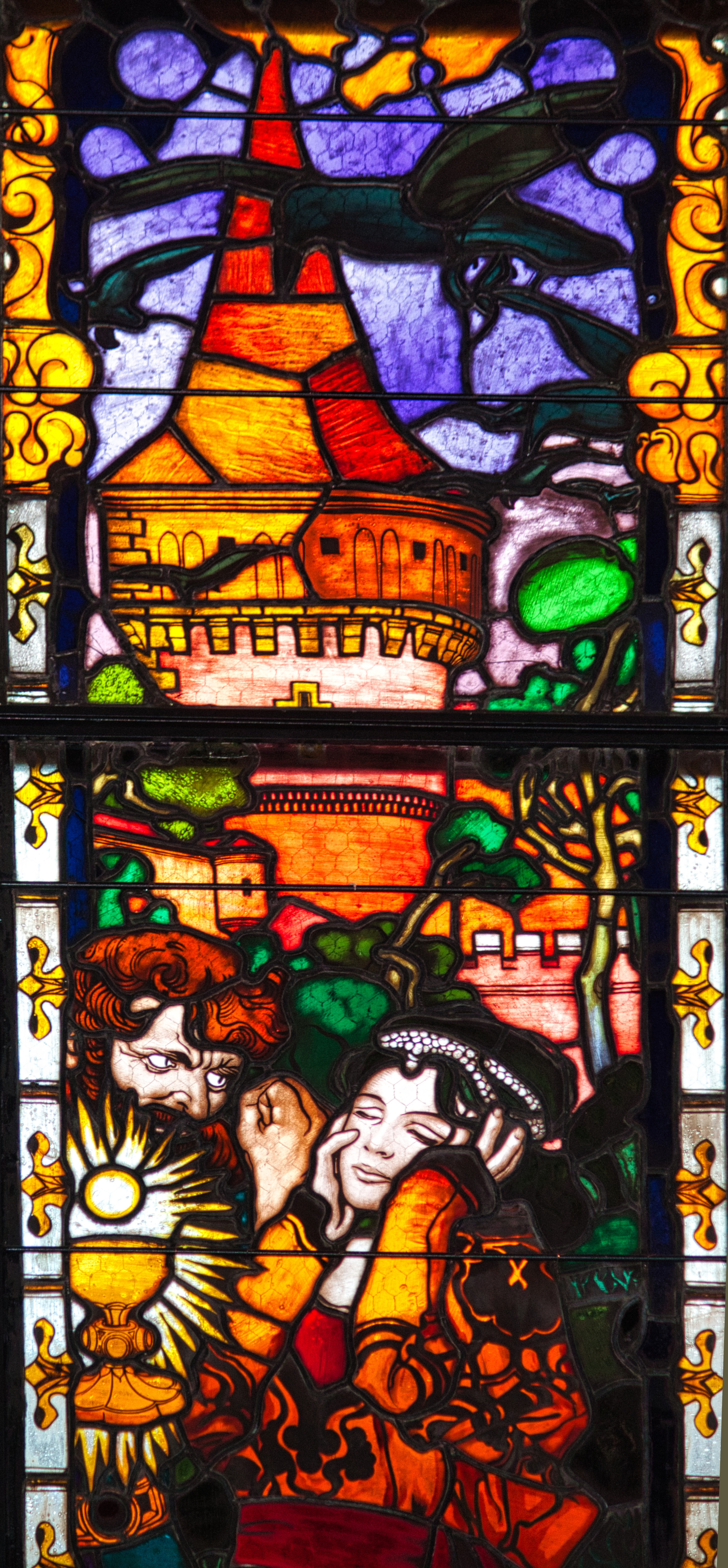
Barbara z krakowską Basztą Pasamoników (detal)

Fragmenty okien w katedrze św. Mikołaja we Fryburgu, autorstwa Józefa Mehoffera
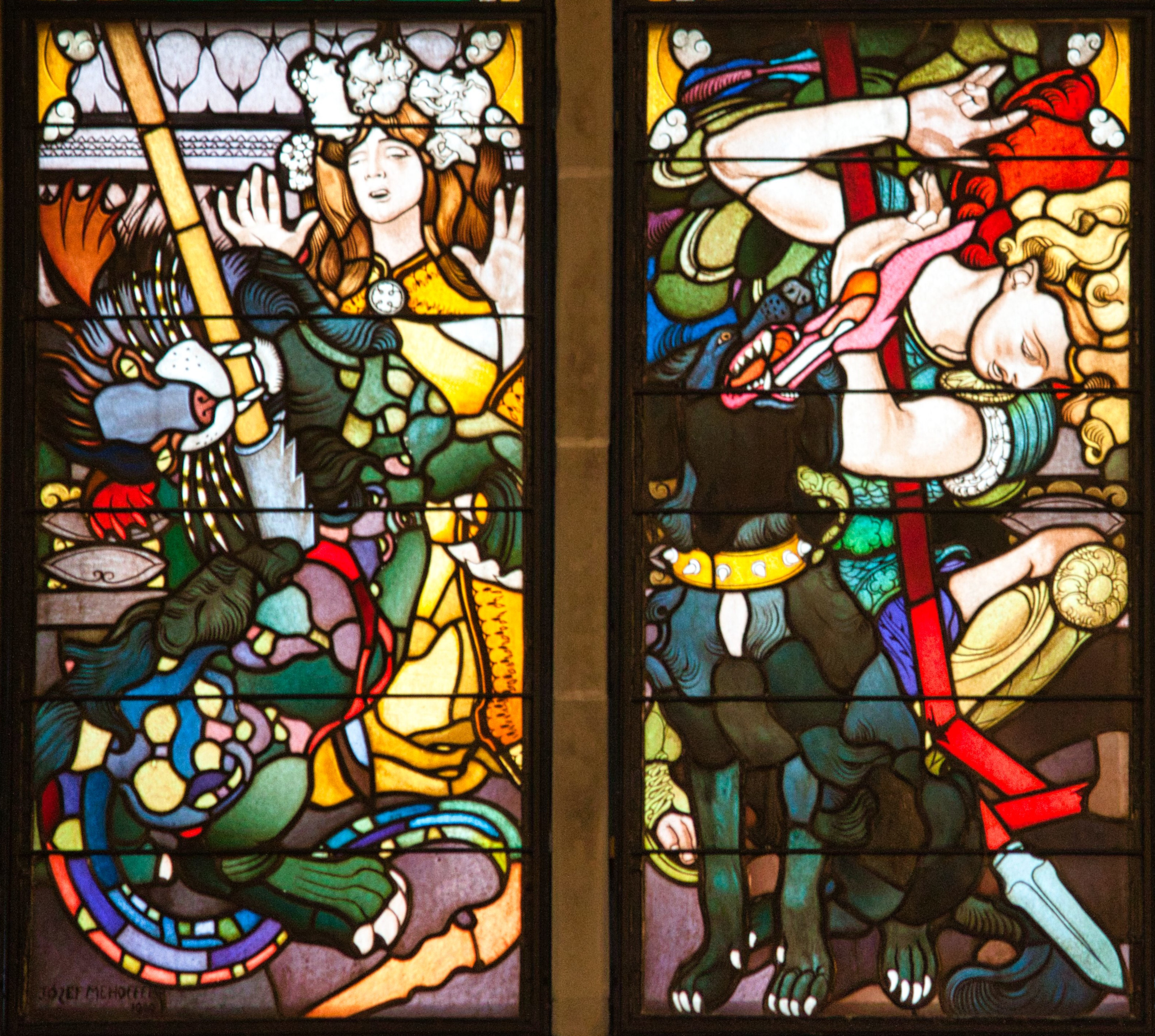
Detal: Smok i księżniczka; Michał z ogarem piekielnym
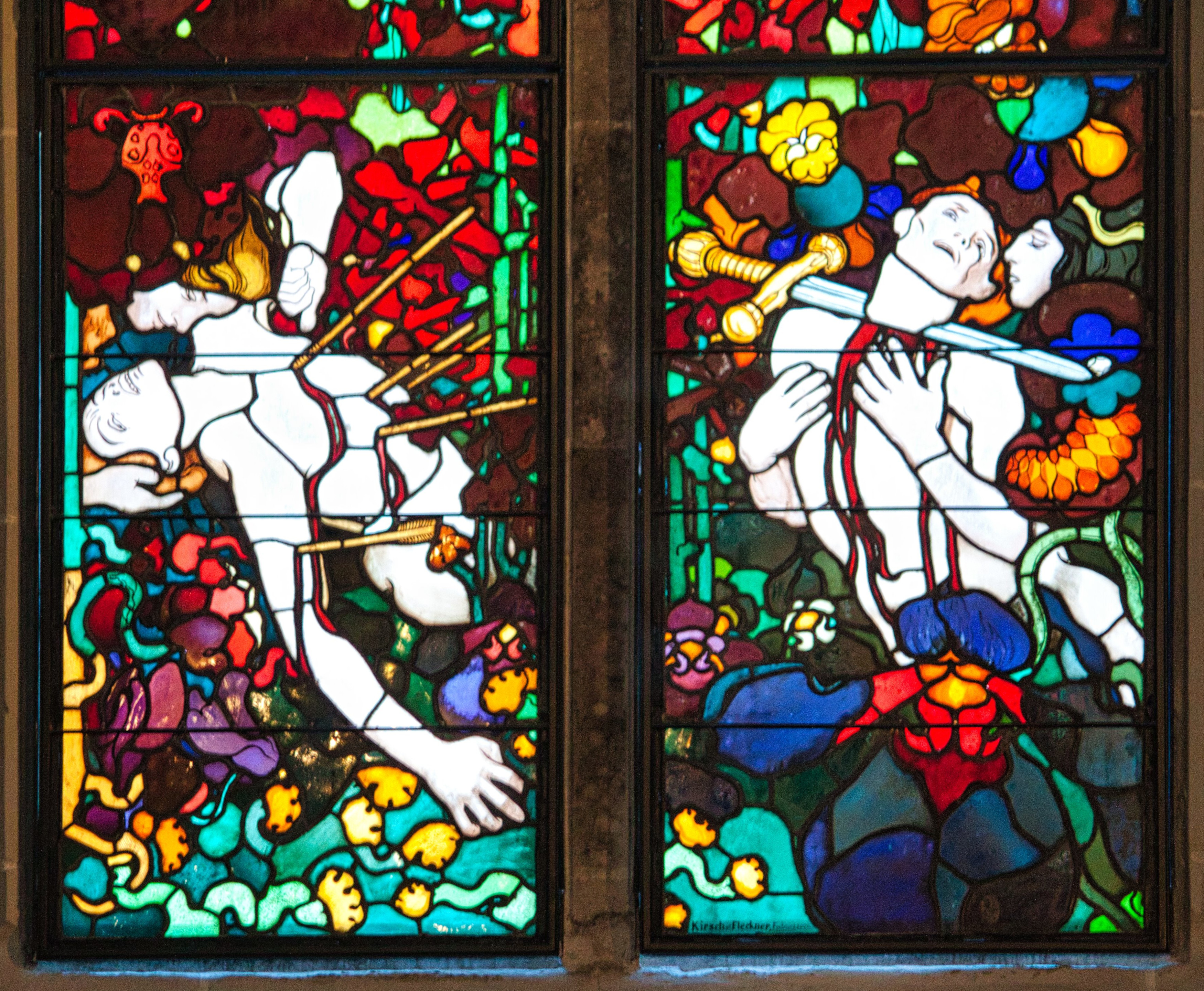
Szczegóły: Umierający Sebastian i Maurycy
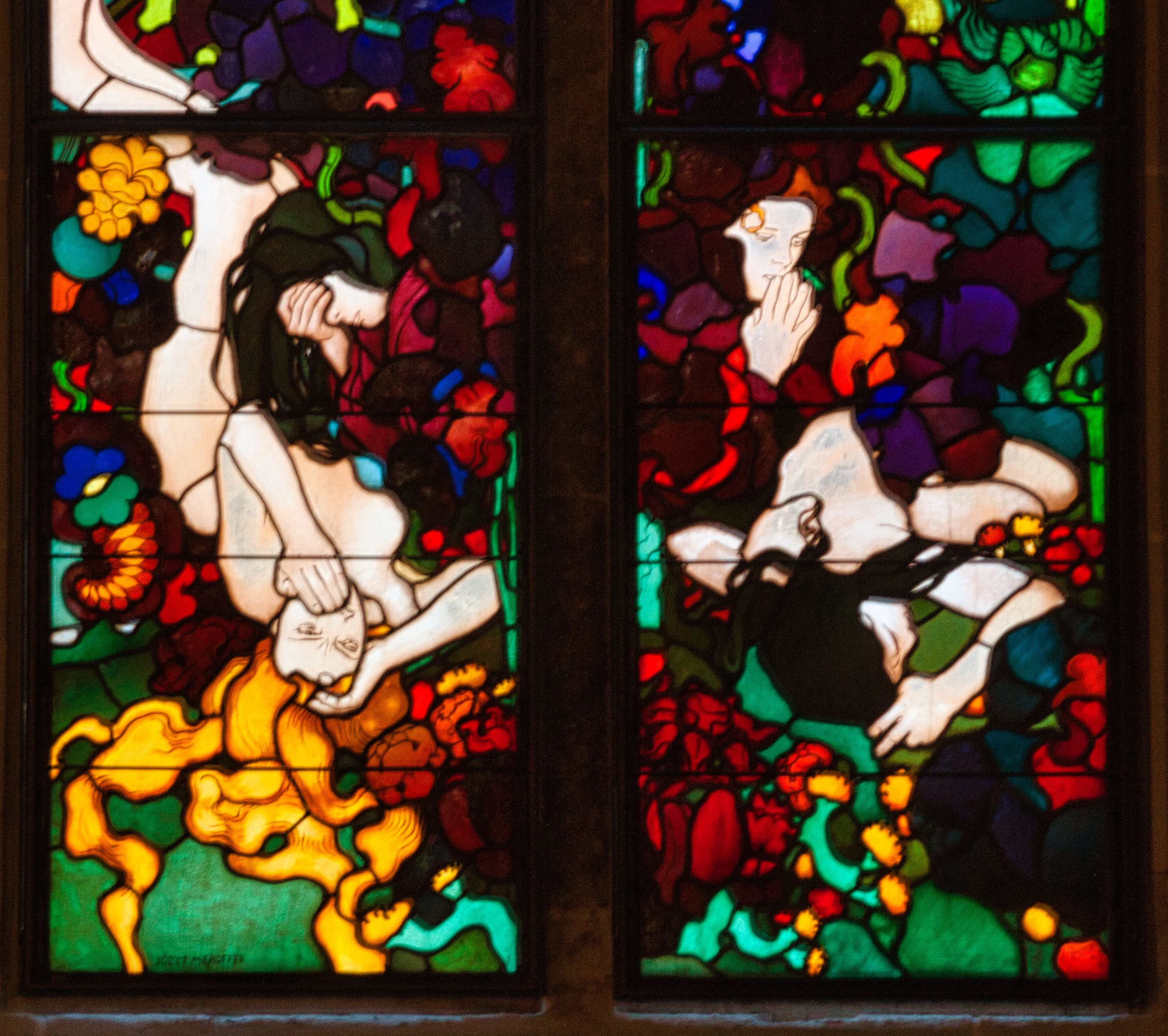
Szczegóły: umierające Katarzyna i Barbara